# 陳徳勤
陳 徳勤（チン・ドックン、진덕근、陳德勤）は紅軍の軍人。本名は李漢卨（리한설）。

## 経歴
1902年、咸鏡北道鍾城郡に生まれる。朝鮮飛行学校を卒業。上海に亡命して、中国共産党上海韓人支部、留滬韓人互済会、上海韓人反帝同盟などで活動。
紅軍に参加し、紅第4軍軍械科科長。1932年4月、紅軍第1軍団第11師が国民革命軍の飛行機を鹵獲した。飛行機は故障していたため、陳が呼ばれ、機体を修理した。この飛行機はマルクス号（馬克思號、马克思号）と名付けられ、陳が操縦士となって漳州上空に宣伝ビラを投下した。この飛行機について聶栄臻は「漳州で2機の国民党の飛行機を捕獲した。私と林彪は飛行機の前で写真を1枚写しました。2機は小型偵察機で、1機は捕獲時にすでに使えなくなっていたが、もう1機は使うことができ、1人の朝鮮同志はそれを瑞金に操縦して帰った」と回顧している。
マルクス号は中央ソビエト区瑞金根拠地に移され、機関部隊や群衆が見物した。1932年5月、中山公園上空で宣伝ビラを投下。江西省会昌県付近の畑に墜落してマルクス号は破損し、陳も負傷した。航空機を損失したことにより、最終厳重警告と党内処分を受け、軍械科長を解任された。その後は紅軍学校の軍事教官となった。
1935年春、朝鮮人音楽家の崔音波と共に中央革命根拠地に残った留守部隊に加わり長征に参加。于都県南部の祁禄山鎮の戦闘で所属部隊は国民革命軍に撃破された。崔音波と共に上海に辿り着き、上海フランス租界に潜伏していたところ、7月10日、領事館警察によって逮捕された。新義州に送られ、3年の刑を宣告される。

## 参考
- 袁伟,张卓 主編 (2001). 中国军校发展史. 国防大学出版社. ISBN 7-5626-1089-4
- 王健英 (2000). 中国红军史考评. 広東人民出版社. ISBN 7-218-03214-1
- 马毓福編著 (1994). 1908-1949中国军事航空. 航空工业出版社. ISBN 7-80046-751-1
- “［겨레홍군7］홍군비행사 진덕근과 "맑스"호 비행기”. 吉林新聞. (2016年5月6日) 2018年7月9日閲覧。